# Bestuurlijke indeling van Pakistan
Pakistan bestaat uit vier provincies, een territorium en twee omstreden delen van Kasjmir die onder Pakistaans bestuur staan. Onder dit niveau bestaan als niveaus de divisies, de districten, de gemeenten (tehsil) en de unies.

## De zeven deelgebieden
| # | Vlag | Gebied                               | Hoofdstad    | Oppervlakte | Inwoners    | Taal      | Status               |
| - | ---- | ------------------------------------ | ------------ | ----------- | ----------- | --------- | -------------------- |
| 1 |      | Beloetsjistan                        | Quetta       | 347.190 km² | 12.344.408  | Beloetsji | Provincie            |
| 2 |      | Khyber-Pakhtunkhwa                   | Pesjawar     | 74.521 km²  | 35.525.047  | Pasjtoe   | Provincie            |
| 3 |      | Punjab                               | Lahore       | 205.344 km² | 110.012.442 | Punjabi   | Provincie            |
| 4 |      | Sind                                 | Karachi      | 140.914 km² | 47.886.051  | Sindhi    | Provincie            |
| 5 |      | Hoofdstedelijk Territorium Islamabad | Islamabad    | 906 km²     | 805.235     | Punjabi   | Federaal Territorium |
| 6 |      | Azad Kasjmir                         | Muzaffarabad | 13.300 km²  | 4.045.366   | Kasjmiri  | Autonoom gebied      |
| 7 |      | Gilgit-Baltistan                     | Gilgit       | 72.971 km²  | 1.492.924   | Kasjmiri  | Autonoom gebied      |

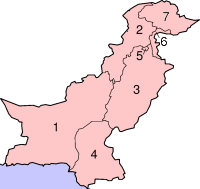
De bestuurlijke indeling van Pakistan.

In het verleden was Oost-Pakistan een provincie van Pakistan. Sinds 1971 scheurde de provincie zich af van Pakistan en ging het verder als een onafhankelijke staat, Bangladesh.